# Pholistoma
Pholistoma es un género de plantas con flores perteneciente a la familia Boraginaceae. Comprende 3 especies descritas y de estas solo 2 aceptadas.

## Taxonomía
El género fue descrito por Nils Lilja y publicado en Botaniska Notiser 1: 40. 1839. La especie tipo es: Pholistoma auritum (Lindl.) Lilja. 	

## Especies aceptadas
A continuación se muestra un listado de las especies del género Pholistoma aceptadas hasta septiembre de 2013, ordenadas alfabéticamente. Para cada una se indica el nombre binomial seguido del autor, abreviado según las convenciones y usos.
- Pholistoma membranaceum (Benth.) Constance
- Pholistoma racemosum (Nutt. ex A. Gray) Constance